# Malek Sliman
Malek Sliman est une série de bande dessinée policière éditée par Vents d'Ouest. Les textes sont de Bruno Falba, les dessins de  Richard Di Martino et la série est colorisée par Pierre Schelle (tome 1) puis Arnaud Boutle (tomes 2 & 3).

## Personnages principaux
- Malek Sliman
- Umma

## Albums
- Malek Sliman, Vents d'Ouest :

1. Pax Massilia, 2000  (ISBN 2-86967-861-4).
2. A un de ces quatre, 2001  (ISBN 2-86967-931-9).
3. Recyclage, 2002  (ISBN 2-86967-984-X).

- Malek Sliman, Vents d'Ouest, coll. « [Les Intégrales] », 2011  (ISBN 978-2-7493-0629-2).